# Berkeley Printing System
Das Berkeley Printing System besteht aus Netzwerkprotokollen und Software, um Druckaufträge im Netzwerk verschicken zu können, stellt mithin also einen Druckerserver in Software dar. Das Line Printer Daemon Protocol (LPDP) ist im RFC 1179 beschrieben. Der für diesen Dienst standardmäßig verwendete Port ist 515. Es wurde ursprünglich für Unix entwickelt, ist aber auch auf anderen Plattformen zumindest auf Protokollebene implementiert.
| Anwendung  | LPDP            | LPDP            | LPDP            | LPDP            | LPDP            |
| Transport  | TCP             | TCP             | TCP             | TCP             | TCP             |
| Internet   | IP (IPv4, IPv6) | IP (IPv4, IPv6) | IP (IPv4, IPv6) | IP (IPv4, IPv6) | IP (IPv4, IPv6) |
| Netzzugang | Ethernet        | Token Bus       | Token Ring      | FDDI            | …               |

Mit dem Kommandozeilenprogramm lpr wird über eine TCP-Verbindung ein Druckauftrag in eine Warteschlange gestellt. Den einzelnen Warteschlangen sind Drucker zugeordnet, diese können über lokale Schnittstellen angeschlossen sein oder wiederum auf einen fernen lpd-kompatiblen Druckserver verweisen. Der Line Printer Daemon  arbeitet die Druckaufträge entsprechend der Konfiguration ab.
Die Konfiguration findet unter Unix in der Datei /etc/printcap statt. Dort werden Parameter wie lokale oder ferne Schnittstellen, Spoolverzeichnis usw. gesetzt.
Anhand der Quelladresse kann eine rudimentäre Zugriffssteuerung für den gesamten Printserverdienst eingerichtet werden (unter UNIX in /etc/hosts.lpd). Ebenfalls kann forciert werden, dass Druckjobs nur entgegengenommen werden, wenn ein Benutzer gleichen Namens auf dem fernen Druckserversystem existiert.
Im Betriebssystem Microsoft Windows heißt die Implementation Druckdienste für UNIX. Entfernte Drucker werden als LPR-Port (Line Printer Remote) eingebunden und wie lokale Drucker behandelt.

## Alternativen
- Internet Printing Protocol
- Xprint